# Sylacauga (meteoryt)
Meteoryt z Sylacauga – meteoryt z grupy chondrytów zwyczajnych, który spadł 30 listopada 1954 w Oak Grove w pobliżu Sylacauga w Alabamie o godzinie 14:46 czasu lokalnego (18:46 UT). Meteoryt znany jest także jako Hodges meteorite, ponieważ jeden z jego fragmentów uderzył w 31-letnią Ann Elizabeth Hodges.

## Przelot i rozpad bolidu
Meteoroid wszedł w atmosferę ziemską po słonecznej stronie Ziemi i poruszał się od strony Słońca. Analiza przybliżonej orbity wskazuje, że odłamek skalny mógł pochodzić z planetoidy (1685) Toro.
Spadający meteor był widoczny na niebie jako jasny bolid, jego przelot był widziany z trzech stanów. Bolid rozpadł się w powietrzu, czemu towarzyszyła głośna eksplozja.

## Odnalezione fragmenty
Na ziemię spadły przynajmniej dwa kawałki bolidu:
1. Hodges (3,86 kg) – największy kawałek, który przebił dach domu i uderzył Ann Elizabeth Hodges.
2. McKinney (1,68 kg) – znaleziony następnego dnia.

Być może w okolicach Childersburga (kilka kilometrów na północny zachód od Oak Grove) spadł jeszcze trzeci kawałek, ale nie został on odnaleziony.
Fragment znany jako Hodges znajduje się w State Museum of Natural History należącym do University of Alabama, fragment McKinney znajduje się w kolekcji Smithsonian Institution.
Upadek meteorytu Sylacauga był pierwszym znanym przypadkiem w Stanach Zjednoczonych, kiedy obiekt pochodzenia pozaziemskiego spowodował obrażenia człowieka. Kawałek meteorytu przebił dach domu mieszkalnego, odbił się od dużego, drewnianego radia i uderzył 31-letnią Ann Hodges, która spała na kanapie.
Znany jest przynajmniej jeden wcześniejszy wypadek tego typu, włoski manuskrypt z 1677 wspomina o zakonniku, który został zabity przez spadający meteoryt. W późniejszym czasie w 1992 fragment meteorytu Mbale uderzył ugandyjskiego chłopca.